# Hiperprosexia

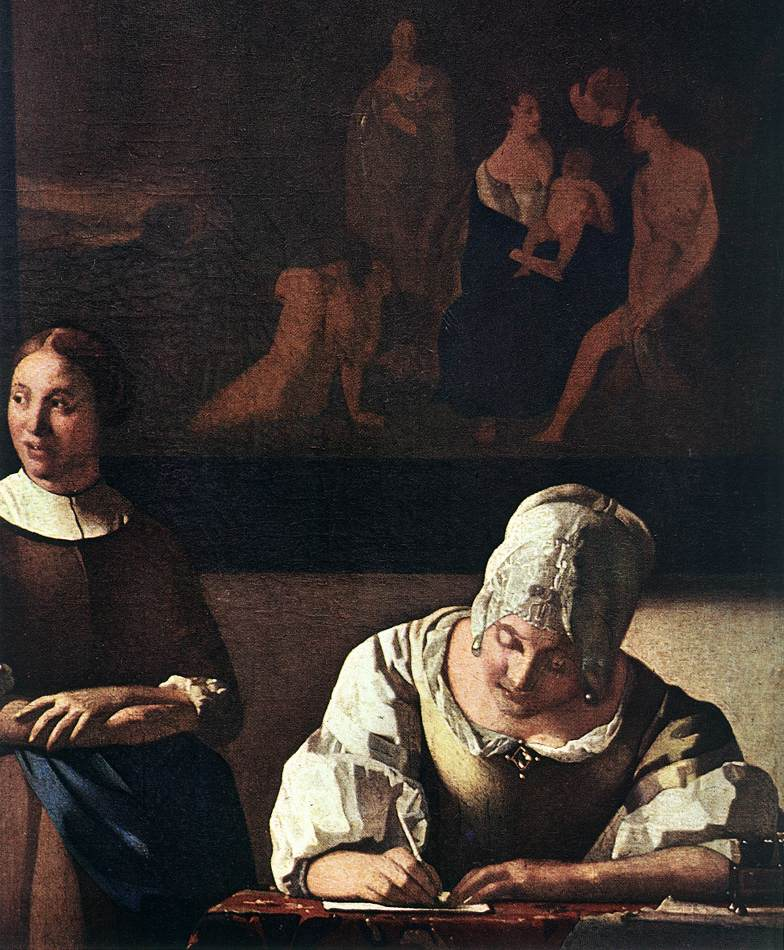
A hiperprosexia é facilmente confundida com a hipoprosexia (dificuldade para se concentrar), quando o foco da atenção não é conhecido.

Hiperprosexia (do grego, hyper+prósekxis+ia reter muito) é um termo médico para uma atenção exagerada a um estímulo, ignorando os outros estímulos importantes ao redor. Característico de transtornos de ansiedade e de adicção, mas não necessariamente patológico.
Não confundir como paraprosexia, um distúrbio da atenção resultante do esforço intenso e prolongado para mantê-la. Na paraprosexia se aumenta o esforço em manter a atenção voluntaria, porém outros estímulos perturbam constantemente e facilmente a concentração. Portanto também há um desequilíbrio na capacidade de se concentrar.

## Causas
É normal se concentrar demais na televisão, em um jogo, um livro ou em uma pessoa amada e não perceber o que ocorre ao redor durante algumas horas. A concentração extrema pode ser útil durante um trabalho ou arte ou durante um situação de ameaça a vida. Portanto, a hiperprosexia só é considerada sintoma psiquiátrico quando é frequente e causa prejuízos importantes como notas baixas, término de relacionamento, doenças, lesões ou demissão.
A hiperprosexia pode ser sintoma de um transtorno psiquiátrico, geralmente associado a ansiedade, como:
- Obsessão: durante um episódio de obsessão por seu trabalho ou arte.
- Transtorno obsessivo-compulsivo: por exemplo, um germofóbico em ambiente sujo.
- Transtorno de ansiedade generalizada: constantemente se preocupando que algo vai dar errado.
- Transtorno de personalidade obsessivo-compulsiva: por exemplo, o perfeccionismo.
- Transtorno do pânico: quando não consegue controlar sua sensação de morte iminente.
- Transtorno bipolar: durante um episódio maníaco tende a ter várias obsessões.
- Transtorno de estresse pós-traumático: durante um flashback.
- Fobia: diante o estímulo que causa medo, como serpentes, grandes altura, espaços apertados ou discursos.
- Hipocondria: Não consegue parar de se sentir doente, mesmo com exames normais.
- Delírio: como por exemplo a paranoia.
- Alucinação: por exemplo, concentrado em ouvir vozes internas.
- Adicção: pode ser a drogas, sexo, jogos de azar... se torna mais intensa durante a fase de abstinência.
- Compulsão alimentar ou bulimia: desejando comida enquanto está com fome.
- Transtorno do déficit de atenção e hiperatividade: nos momentos que se concentra em um objeto de interesse.
- Transtorno do espectro autista: Frequentemente tem uma concentração exagerada em enfileirar objetos e poucos temas lhe interessam.

## Tratamento
O tratamento da hiperprosexia patológica é feito por uma equipe de saúde multidisciplinar com psiquiatra, psicólogo, trabalhador social e terapeuta ocupacional que devem primeiro determinar a causa e decidir qual o melhor tratamento. Geralmente envolve terapia comportamental para perceber o problema e suas consequências, re-estabelecer prioridades mais saudáveis, exercitar a atenção a outros estímulos e planejar como lidar com situações estressantes eficientemente. A medicação pode ser com remédios para ansiedade (ansiolíticos) como benzodiazepinas, novos antidepressivos, metilfenidato ou neurolépticos. 